# Соколов, Юрий Сергеевич
Юрий Сергеевич Соколов (21 июня 1923, Малый Узень, Саратовская губерния — 4 января 1989, Москва) — командир танка Т-34, участник Великой Отечественной войны, Герой Советского Союза.

## Биография
Родился 21 июня 1923 года в селе Малый Узень ныне Питерского района Саратовской области.
Был призван в Красную Армию в 1941 году.В 1942 году окончил Саратовское танковое училище. Участник Великой Отечественной войны с 1943 года на Сталинградском, Воронежском, 1-м Украинском и 1-м Белорусском фронтах.
Звание Героя Советского Союза, с вручением ордена Ленина и медали «Золотая Звезда» присвоено 24 апреля 1944 года «за отвагу и мужество, проявленные в наступательных боях на Правобережной Украине, и нанесение большого урона противнику при отражении его контрударов из района Винницы».
Умер 4 января 1989 года. Похоронен на Даниловском кладбище в Москве.

## Награды
- Медаль «Золотая Звезда»;
- орден Ленина;
- два ордена Красного Знамени;
- два ордена Отечественной войны 1-й степени;
- орден Отечественной войны 2-й степени;
- орден Красной Звезды;
- медали, в том числе:
  - медаль «За оборону Сталинграда»;
  - медаль «За победу над Германией в Великой Отечественной войне 1941—1945 гг.»;
  - медаль «За взятие Берлина»;
  - медаль «За освобождение Варшавы»

## Память
- Имя Героя высечено золотыми буквами в зале Славы Центрального музея Великой Отечественной войны в Парке Победы города Москвы
- На могиле (Даниловское кладбище, Москва установлен надгробный памятник
- МБОУ СОШ № 7 Городского округа Балашиха, мкр. Железнодорожный. в которой учился будущий Герой носит его имя.
- Мемориальная доска установлена на школе № 7 г. Железнодорожный ул. Октябрьская 7.